# Rohat Alakom

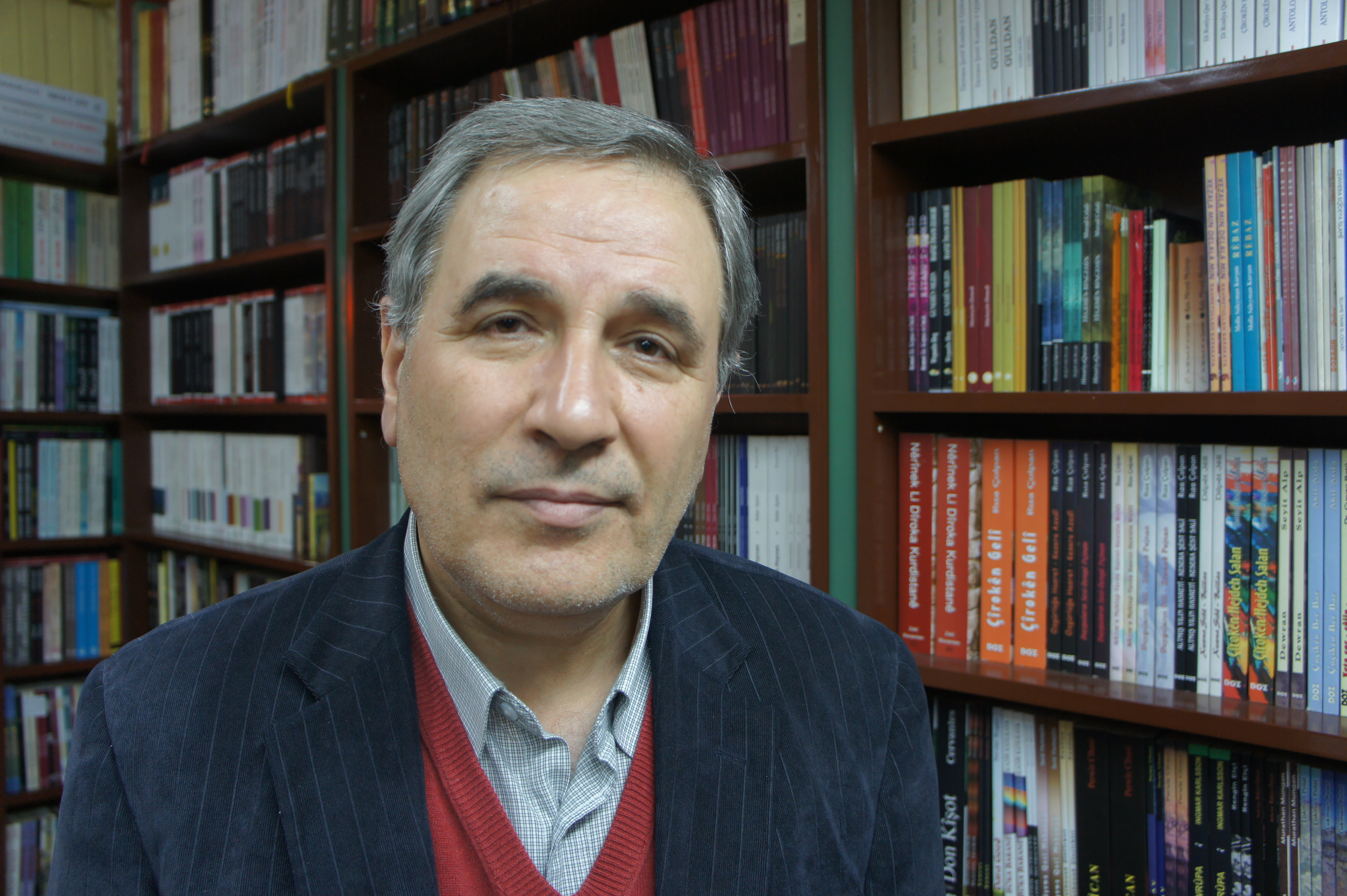
Rohat Alakom (2010)

Rohat Alakom (* 13. Mai 1955 im Ort Kabakom/Kars) ist ein kurdischer Autor aus der Türkei.
Die Grund- und Hauptschule besuchte er in Kağızman. Das Abitur legte er in Kars ab. 1978 beendete er sein Studium an der Fakultät für Pädagogik an der Universität Ankara. Aus politischen Gründen lebt Alakom seit 1983 im schwedischen Exil.
Rohat Alakoms Bücher beschäftigen sich mit der 200-jährigen Geschichte der Kurden, Kurden in schwedischen Quellen, der alten Generation der Kurden in Istanbul, Kurden in der gegenwärtigen Literatur der Türkei sowie anderen politischen Themen, die Kurden betreffen. Manche seiner Werke gibt es in arabischer, englischer und französischer Übersetzung.

## Werke
- Kürdoloji Biliminin 200 Yıllık Geçmişi (Komkar, 1987)
- Çağdaş Türk Edebiyatında Kürtler (Vejîn-1989, Fırat-1991, Avesta-2010)
- Di Çavkaniyên Swêdî de Motîvên Kurdî (Vejîn-1991)
- Unutulmuşluğun Bir Öyküsü: Said-î Kürdi (Fırat-1991)
- Ziya Gökalp’in Büyük Çilesi: Kürtler (Fırat-1992)
- Yaşar Kemal’in Yapıtlarında Kürt Gerçeği (Fırat-1992)
- Di Folklora Kurdî de Serdestiyeke Jinan (Nûdem-1994)
- Li Kurdistanê Hêzeke Nû: Jinên Kurd (Apec-1995)
- Bir Kürt Diplomatının Fırtınalı Yılları: Şerif Paşa (Apec-1995, Avesta-1998)
- Eski İstanbul Kürtleri (Avesta-1998)
- Hoybun Örgütü ve Ağrı Ayaklanması (Avesta-1998, Avesta-2011)
- Svensk-kurdiska kontakter under tusen år (Apec-2000)
- Arîstokratên Kurd: Torin (Apec-2003. Torin: Arîstokratên Serhedê, Avesta-2009)
- Orta Anadolu Kürtleri (Apec-2003, Evrensel 2004, Evrensel-2007)
- Kurdên Swêdê (Serkland-2006)
- Kurderna – Fyrtio år i Sverige (Serkland-2007)
- Ronahîya Dîrokê (Aran-2008)
- Dünyanın En Yaşlı Adamı-Zaro Ağa (Avesta-2009)
- Kars Kürtleri (Avesta-2009)
- Kağızman-Kars’ın Tadı Tuzu (Kağızman Belediyesi-2012)
- Komkujiya Ermenîyan -1915 (Avesta, 2015)
- Xatirê Te Stockholm! Selahaddîn Rastgeldî (Apec, 2016)
- Dîroka Kurdistanê di çapemeniya swêdî de (Apec, 2016)
- Jinên kurd di çavkaniyên swêdî de (Apec, 2016)

| Personendaten    | Personendaten    |
| ---------------- | ---------------- |
| NAME             | Alakom, Rohat    |
| KURZBESCHREIBUNG | kurdischer Autor |
| GEBURTSDATUM     | 13. Mai 1955     |
| GEBURTSORT       | Kabakom          |